# Liên đoàn bóng đá Chile
Liên đoàn bóng đá Chile (tiếng Tây Ban Nha: Federación de Fútbol de Chile) là tổ chức quản lý, điều hành các hoạt động bóng đá ở Chile. Liên đoàn quản lý đội tuyển bóng đá quốc gia đội tuyển bóng đá quốc gia Chile và tổ chức giải vô địch bóng đá Chile. Liên đoàn bóng đá Chile gia nhập FIFA năm 1913 và CONMEBOL năm 1916.